# マレーシアの漫画
本項ではマレーシアの漫画（マレーシアのまんが、マレー語: komik, kartun, cergam）について述べる。マレー語の漫画は1930年代に新聞紙上の一コマ風刺漫画（カートゥーン）として始まった。第二次世界大戦と植民地からの独立 (1957) を経た後はコマ漫画（コミックストリップ）が新聞漫画の主流になり、国産の漫画が発展した。1970年代末からは風刺漫画を誌面の中心とするユーモア雑誌が隆盛した。一般の新聞雑誌ではないストーリー漫画の出版物は1950年代から存在していたが、1980年代ごろから社会的な認知を受け始め、1990年代以降に国外の漫画の影響を受けて大きく発展した。それまでマレーシア漫画は主に米国コミックから影響されてきたが、近年には世界的な潮流に従って日本の影響が強まった。
マレーシアは主にマレー人と中国人、次いでインド人などからなる多文化国家であり、植民地時代から現在まで地政学的に複雑な状況に置かれてきた。民族間の調和はマレーシアの国是であり、政府は1969年に起きた人種暴動の再発を防ぐために国民的アイデンティティを醸成する文化政策を積極的に行ってきた。伝統的な漫画作品の多くは多様な民族からなる寛容な社会というマレーシア像を描いてきたが、混合文化としてのマレーシアのアイデンティティはいまだに形成の途中であり、漫画文化も同様に発展途上だと述べる論者もいる。それぞれの民族集団は自分たちの言語で漫画の出版を行っており、元々大きくない漫画の市場はさらに細分化されていた。それが障害となってマレーシア漫画は日本や米国に見られるような固有の表現形式を発達させることができなかったという見方もある。

## 歴史
マレーシアはいくつかの旧英国植民地が連合して1963年に成立した国家だが、この地域の漫画出版は19世紀の英領マラヤに起源を求められる。マラヤの貿易拠点だったシンガポール（1965年にマレーシアから分離）とペナンは出版業も盛んであり、20世紀半ばまで漫画文化の中心地だった。1938年にシンガポールに設置された南洋芸術学院では風刺漫画家も育成されていた。クアラルンプールやジョホールバルで漫画出版が行われるようになったのは1950年代以降で、島嶼部マレーシアでは21世紀になるまで地域の漫画が発展しなかった。
以下の時代区分はMuliyadi 2012, p. 122に基づく。

### 黎明期: 1930年代-1957年

#### 前史
近代的な漫画は植民地主義とともに到来した。1868年にマラヤの英国商人のために創刊された英字紙『ストレーツ・プロデュース』は、本国の『パンチ』誌にならって風刺漫画を紙面の中心にしていた。同種の出版物としては日本で刊行された『ジャパン・パンチ』(1862)、中国の『チャイナ・パンチ』(1867) に続いてアジアで3番目だったと考えられている。
英領マラヤに流入した移民労働者はそれぞれの母語で新聞を発行した。シンガポールの華字紙『中興日報』は1907年に最初の一コマ漫画を掲載した。革命家孫文の支持派が母体の新聞で、初期の漫画作品はいずれも清王朝を攻撃する内容だった。20世紀初頭の中国語風刺漫画は主に本国の政治を題材としており、1937年の盧溝橋事件以降は日本の中国侵略に激しい批判が向けられた。太平洋戦争が拡大して1942年に英領マラヤが占領されると、それらの漫画の作者は日本軍によって処刑されることになった。

#### マレー語漫画の登場
マレー語の風刺漫画は中国語よりも遅れて発展した。その理由としては、マレー語紙が手本としていた中東のアラブ系新聞がイラストレーションを使用していなかったためだという説や、マレー人が植民地の民族集団の中で特権的な地位におかれていたため政治風刺の動機が弱かったという説がある。
初期のマレー語紙は正しい言語の使い方や宗教が主な関心事だったが、1930年代になるとマレー語紙にも社会情勢の変化に対する危機感が表され始め、ワルタ・ジェナカにはS・B・アリーによる風刺漫画や読者投稿の素朴な作品が載るようになった。もう一方のマレー語メジャー紙でイスラム色の強いウトゥサン・ザマンでは、1939年にマラヤ初の漫画キャラクターの一人である Wak Ketok（→難癖おじさん）が登場した。パ・パンディルのような伝統的な笑い話の系譜に連なるキャラクターで、「マレー語ジャーナリズムの父」と呼ばれたアブドゥル・ラヒム・カジャイがコラムを書き、アリ・サナットがイラストを添える構成だった。これら初期のマレー語漫画は、植民地政府や中国系・インド系・アラブ系移民を敵視する一方、マレー人自身の欠点（独立心のなさ、大雑把さなど）を批判して民族主義を鼓舞する内容が多かった。
日本占領期には英国支配のもろさを目撃したことでいずれの民族も独立意識を高めた。後に建国の父と言われるトゥンク・アブドゥル・ラーマンは反日的・民族主義的な漫画を描いていた。その一方で、水彩画家アブドゥラ・アリフは日本軍が発行したペナン新聞に親日的なプロパガンダ漫画を描いた。アブドゥラ・アリフの作品は1942年に Perang Pada Pandangan Juru-Lukis Kita（→私たちの漫画家が見た戦争）としてマレー語・中国語・英語の文章をつけて書籍化された。

#### 戦後
第二次世界大戦が終結した直後の政治的空白期には、中国人を主体とする共産ゲリラとイギリス軍の間で衝突が発生し（マラヤ危機）、民族間の対立が高まった。こうした背景のなかで、マレー人により共産主義者を攻撃する漫画が執筆された一方で、マレー人と中国人の漫画家には、社会や政治を風刺する作品によって民族宥和と進歩主義を唱えるものもいた。ザ・ストレーツ・タイムズの社説漫画家Tan Huay Pengはその代表で、英国からの独立を訴えるシンボリックな作品を残した。
マラヤ産のコミックストリップ（ストーリー性のあるコマ漫画）が登場し始めたのは1947年ごろだった。同年にシンガポールの雑誌 Kenchana は、米国漫画にはない東洋的な感性を持った作品の必要性を訴え、歴史冒険もののマレー語作品 Tunggadewa を初めて掲載した。同誌を編集していた作家ハルン・アミヌラシドは初期のマレー語コミックのメンターとして大きな役割を果たした。
一般紙誌の添え物ではない漫画主体の出版物がマラヤに入ってきたのは、1930年代に英国から古紙として売られてきた『ザ・ビーノ』や『ザ・ダンディ』などのコミックブック（小冊子型式の定期刊行物）が最初だった。マレー語コミックブックの第1号は1951年にインドネシアで刊行された Hang Tuah (Untuk Anak-Anak) だと考えられている。英雄ハントゥアの伝説が題材で、原作・作画とも作家ナシャ・ジャミンが手掛けていた。シンガポールでは Pusaka Datuk Moyang（→ご先祖さまの宝）(1952) を皮切りにマレー語コミックブックが盛んに出版された。1955年に15歳で伝説の女王シティ・ワン・ケンバンをコミック化したノラ・アブドゥラは最初の女性マレー人漫画家だった。コミックの題材は初期には歴史や民話が主流で、やがて恋愛ものや探偵ものも現れた。米国ヒーロー・バットマンの翻案やSF風味の作品もあった。
1960年代に入るとシンガポールのコミックブック出版は衰退し、ペナンに取って代わられたが、1960年代を過ぎるとそれも下火になった。

### 新時代: 1957-1970年代
マラヤ連邦は1957年に英国からの独立を果たし、周辺地域の再編とシンガポールの脱退を経て現在のマレーシアが成立した。表現の自由を基本理念としていた植民地政府と異なり、独立政府はマスメディアを統制して統治の道具にしようとした。各言語の新聞からは政治風刺漫画が姿を消し、その代わりに冒険ものやユーモアものの海外産コミックストリップが多数掲載された。『フラッシュ・ゴードン』、『ターザン』、『マンドレイク・ザ・マジシャン』のような欧米作品は新聞各紙の呼び物となった。
ラジャ・ハムザ、ルジャブハッド、ミシャールらマレー人漫画家による作品も新聞に掲載された。ハムザは戦後期の重要な漫画家である。ブリタ・ハリアン紙の Keluarga Mat Jambul（→マット・ジャンブルの家族）は英国の『ザ・ガンボルズ』にならった家族ものの作品で、穏当なユーモアを通じて国家統一の精神を訴えていた。ハムザはそのほかウトゥサン・ムラユ紙の Dol Keropok & Wak Tempeh など村落生活や古典文芸を題材にした連載を多数持ち、後進のラットに影響を与えた。
1960年代から1970年代にかけてはマレーシア漫画の黄金期だとされている。1970年代以降、国民的なアイデンティティを育成する文化政策によって自国産の漫画が増え始め、海外作品の掲載を止める新聞も現れた。1973年には漫画家・イラストレーター協会が設立され、実作者の地位を向上させた。同年に漫画家が主体となってスアラサ社が設立され、マレー文化教育を主眼とする児童向けコミックブックを刊行して3万部のヒットを生み出した。同じく1973年にはマレーシアの国立美術館がアジア各国の一コマ漫画作品の展示を初めて行った。
1970年代にはラット、ナン、メオール・シャリマン、ジャーファル・タイブ、ザイナル・ブアン・フッシンのような新しい世代の漫画家が登場した。ラットは1970年ごろからコマ漫画 Keluarga Si Mamat（→ママットの家族）や一コマ漫画 Scenes of Malaysian Life（→マレーシアの生活風景）を新聞に長期連載し、一般によく知られる存在となった。時事スケッチに風刺性を込めた Scenes of Malaysian Life が人気を博したことで、一時期姿を消していた一コマ社説漫画が新聞各紙に再び掲載されるようになった。ラットは新聞社専属からフリーに転身して自作のマーチャンダイジングを手掛け、マレーシア漫画界ではまれな経済的成功を収めた。マレー伝統文化を追憶した著書『カンポンボーイ』は国際的にも広く読まれている。
- マレーシアの漫画家を代表するラット[42]。写真は2007年国際コミック・アーツ・フォーラム（英語版）において[43]。
- ラットのキャラクターが描かれたエアアジアの旅客機 (2010)。

### 栄光の時代: 1980年代

#### 『ギラギラ』とユーモア誌
この時期に特筆すべきなのは、1978年に漫画家のジャーファル・タイブやミシャールらが発刊した『ギラギラ』である。マレー語の「gila」は英語の「mad」に当たり、米国『MAD』誌をひな形にしたユーモア雑誌だった。誌面は文学、民話、歴史、映画のパロディ漫画から構成されていた。西洋文化を内から風刺する『MAD』は、マレーシア社会の西洋化が推し進められた1960年代後半から1970年代にかけて学生や英語教育を受けた層によく読まれていた。マレー社会をマレー語で風刺することを意図した『ギラギラ』は読者に受け入れられ、発行部数20万部まで拡大して国内最大の雑誌となった。
『ギラギラ』の成功から間もなく、大手出版社による Gelihati（→クスクス笑い）などの競合誌が現れた。2003年までに50誌以上が乱立し、ユーモア誌の市場は飽和した。各誌は宗教テーマの Lanun、芸能界テーマの Mangga などジャンルを細分化することで生き残りを図った。最初の女性向け雑誌 Cabai は希少な女性漫画家チャバイを看板作家としていた。『ギラギラ』出身の漫画家ウジャンは80年代前半に Aku Budak Minang（→僕はミナンの子ども）や Atuk（→おじいちゃん）をヒットさせてマレーシア漫画界を活性化させ、自身でもティーン向けユーモア誌 Ujang (1993) などを創刊した。言語ごとの市場が限られていたことから、マレー語ではなく英語で出版したり、サイレント漫画に特化する雑誌も現れた。2022年時点でも Bekazon などの伝統的なユーモア誌が出版され続けている。
それまでマレーシアの漫画家はほかに本業を持つのがほとんどだったが、『ギラギラ』は専業漫画家が成り立つ水準にまで原稿料を引き上げた。また若い漫画家を育成し、漫画家の相互交流や地位向上を促す役割も果たした。1990年ごろにユーモア誌に寄稿していた漫画家は総数で専業50人、セミプロ100人ほどだったとみられている。

#### 海外からの影響
ユーモア誌以外には海外作品の人気が高かった。1967年まで英語が公用語だったこともあり、米国や旧宗主国である英国のコミックブックは広く売られていた。また中国系やインド系の住民はそれぞれの母国で出版された作品を輸入していた。古典的な連環画のほか、香港の『老夫子』や『中華英雄』、台湾の『双响炮』といった中国漫画は中国系マレーシア人に親しまれていた。
1981年に当時のマハティール首相がルックイースト政策を提唱すると、マレーシアと日本との人的交流が拡大し、日本の文化コンテンツへの関心も高まっていった。1980年代後半からは、台湾と香港で中国語に翻訳された海賊版の日本漫画が出回り始めた。日本から直接影響を受けてきた台湾や香港と比べると10-20年遅れたが、日本の漫画は数年のうちにマレーシアに受容された。『鉄腕アトム』、『キャンディ♡キャンディ』、『ドラえもん』のような日本の名作漫画はよく知られるようになり、同時代の『AKIRA』、『ドラゴンボール』なども入ってきた。90年代になるとマレー語の海賊版も現れた。海賊版は専門の出版社から公然と刊行されていたが、市場が小さいことで政府当局や海外の著作権者から黙認されていた。主な流通ルートは中国系の貸本屋（または漫画喫茶）だった。
海賊版の海外作品の人気は国内産業の発展にとっては妨げとなった。1984年時点でマレー語コミックブック出版社は数社を数えるのみだった。月刊発行数は1万5千部程度でほとんどのタイトルが短命だった。ジャンルは歴史や冒険ものが多かった。米国のコミックを真似てマレーシア風味を加えた多様なジャンルの作品を出す出版社や、フォトコミックを専門とする出版社もあった。
マレーシア産の中国語コミックは、1970年代に新聞社説漫画を描いた丁喜や、1980年代に漫画人出版社を結成した張瑞成、黄奱棋、森林木らが嚆矢とされる。1990年代後半には『哥妹俩』のような子供向け作品が人気を集めたが、日本漫画の影響力が強くなると中国語コミックは勢いを失った。
1980年代には一般紙ニュー・ストレーツ・タイムズに国内外のコミックを紹介するコラムが連載され、コミックの社会的認知が高まった。1984年にはマレーシア初のコミック・コンベンションが開催された。このときマレーシア人のファンによって米国マーベル・コミックス風の同人誌 APAzine が出版された。その後はクアラルンプール近辺に米国コミックの専門店が開かれた。高価な米国コミックの人気は1990年代にピークを越した。

### 多元化: 1990年代以降
20世紀末のアジア通貨危機以降には地域の漫画文化にグローバリゼーションの波が及んだ。インターネットの普及はマレーシアに日本のアニメや漫画が浸透するにあたって決定的な役割を果たした。ブロードバンドとファイル共有ソフトは子どものころから日本のポップカルチャーに触れていた若者の消費に拍車をかけた。また日本の漫画出版社は1990年代ごろから国外での版権ビジネスを整備し始め、東南アジア一帯に正規版の日本漫画が流通するようになった。これ以降の漫画家は日本をはじめとする海外の作品から強く影響されており、伝統文化や歴史よりもSFやファンタジーのようなジャンルに関心が高い。1990年代前半以前の国内作品はほとんど復刻されず、ラットやルジャブハッド、ジャーファル・タイブらが発展させた伝統的な作風は継承されていない。
このころ国内コミック出版もビジネスとして成熟し始め、2000年代には漫画とアニメーション、芸能、ゲーム、広告、グッズ販売の連携が進んだ。1998年設立の新興出版社アート・スクウェア・グループは、月2回刊誌『ゲンパック（→すごい、かっこいい）』など、漫画とアニメやゲーム（ACG）の情報を組み合わせた雑誌をヒットさせて頭角を現した。同社は雑誌連載作品を単行本化する出版モデルを日本から取り入れ、海外漫画の正規ライセンス版のほか地元作品を数多く出版してマレーシア人作家に活躍の場を作り出した。また韓国の学習漫画を出版して学校関係者や親世代にアピールしたり、デジタル展開や新人賞の設立によって漫画の普及を推し進めた。
多くのアート・スクウェア作品は、フラットなアニメ塗りの絵柄、キャラクター設定、プロットなどに日本からの影響が明らかだった。同社は中国系だったがマレー語で出版を行い、日本漫画への接触が遅かったマレー系読者に日本のスタイルを広めた。代表的な作家には、高校生活を描いた4コマギャグ『ラワック・キャンパス』を描いたキース（張家輝）や、マレーシア少女漫画のパイオニアで『メイド・メイデン』など日本の流行を取り入れた作品で知られるカオル、2 Dudes のジントがいる。香港のカンフー漫画や米国のスーパーヒーロー・コミックに影響を受けた作家も多く、DCコミックスにスカウトされた陳永発などがいる。
2001年に発刊された『アーバン・コミックス』は自己出版コミックの先駆けである。同誌の出版者ムハマド・アザール・アブドゥラは2007年に国の助成を受け、アマチュアを含めた漫画家の相互交流と漫画文化の振興を目的とした団体PeKomikを結成した。PeKomikは2012年に他の団体と共同でゲームと漫画の大規模なコンベンションMGCConを開催し、コミックファンダムの存在をマレーシア社会に周知させた。

### 現代

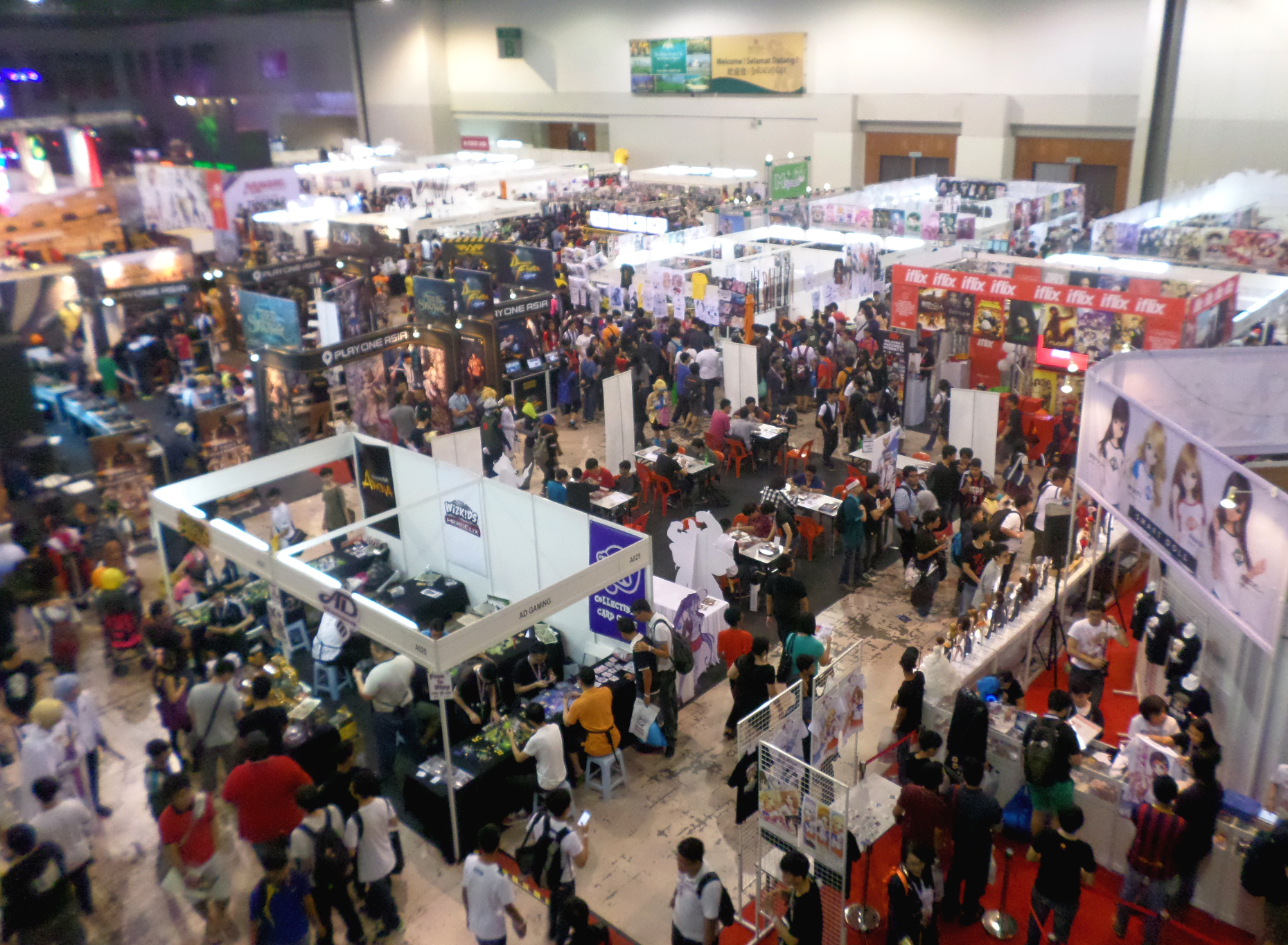
4万5千人の来場者を集めた2015年Comic Fiesta。

2000年代以降にはコミックブックに代わる新しい出版形式として漫画の書籍が台頭し、一般書店で漫画が入手できるようになった。2022年には漫画が書店でもっとも人気の高いジャンルにまで成長した。主要な出版社はカドカワ・ゲンパック・スターツとKomik-Mで、自国産と日本の作品が若い世代の人気を集めている。カドカワ・ゲンパック・スターツはアート・スクウェアが日本のカドカワの出資を得て2015年に社名変更した会社で、漫画出版のほかアニメーション、ゲーム、小説などのマルチメディア・コンテンツ事業を展開している。カドカワはこの資本提携により、マレーシアを拠点にASEANや中東諸国への進出を図っている。もう一方のKomik-M（Mはマレーシアを表す）はマレー系資本である。作品はイスラム法に準拠しており、マレー文化教育の側面を持つ幼年漫画を主力として親や学校を対象にしたマーケティングを行っている。Komik-Mの人気作家には Misi シリーズで知られるナズリ・サラムとアフィク・サラムの兄弟がいる。
2014年の調査によると、好んで漫画を読むマレーシア人は25.3%にのぼり、雑誌・新聞・一般書籍に次ぐ。2013年の大学生を対象にした調査ではこの数字は34.5%となり、少しでも漫画を読む割合は80%を超える。この割合はマレー系と中国系の間ではあまり差はない。
2010年代以降にはウェブトゥーンのようなデジタル配信手段が登場したことで新世代の漫画家が数多く活動するようになった。若者文化を描くブログ漫画で登場した黑色水母はマレーシア中国語漫画家のニューウェーブと見なされた。Twitter（現X）やFacebookのようなソーシャル・ネットワーキング・サービスで発表された作品が書籍化される事例もある。Matkomikはもっとも歴史が長いオンラインコミックのプラットフォームの一つで、商業出版に向けた新人発掘の場としても機能している。
マレーシアでは多くのアジア国家と同じく伝統的に女性漫画家が少なく、一説によると2010年代までにある程度の成功を収めたのはノラ・アブドゥラ、チャバイ、カオルなど7人を数えるのみだった。日本漫画に影響を受けた第一世代でもある人気作家カオルは、より若い世代の女性が漫画界に参入する道筋をつけた。2020年ごろには女性漫画家の数が男性に劣らないほどになった。2020年には女性のエリカ・エンがマレーシア人漫画家として初めて国際的なアイズナー賞を受賞した。
近年にはマレーシアで漫画の教育利用が論じられ始めた。読解力向上、道徳教育、外国語学習における有用性に注目した研究がある。マレーシア教育省は2010年から正規の英語教育に「シャーロック・ホームズ」や『地底旅行』のような古典文学の漫画版を取り入れている。

## イベント
2023年時点の主要なACGイベントには Comic Fiesta（6万9千人参加、12月開催）、NIJIGEN EXPO（6万人参加、年2-3回開催）、AniManGaki（3.5万人参加、8月開催）がある。2002年に始まった Comic Fiesta は東南アジアで最大規模かつもっとも歴史の長いイベントで、企業や教育機関のほか同人作家やコスプレイヤーがブースを出展し、海外からもゲストが招かれる。
コスプレイヤーの例
- 野比のび太（Comic Fiesta 2023）。
- ホーマー・シンプソン (Comic Fiesta 2022)。
- 土間埋 (Comic Fiesta 2015)。
- 木之本桜 (Animax Carnival Malaysia 2014)。

## 作品規制
マレーシアの出版物は「印刷報道および出版法に基づく出版ガイドライン (1984)」で定められた規制事項に従わなければ内務省から出版許可を取り下げられる。マレーシア政府は人種間の宥和を方針に掲げており、特定の民族への加害や不利益となる表現は規制の対象となる。社会秩序への脅威となる表現や、国の政策への批判も許されない。1983年に『ギラギラ』でデビューした漫画家ズナールは辛辣な社会風刺で知られており、2010年ごろに当局から単行本を発禁にされたり、安全保障法に基づいて身柄を拘束されたことがある。
マレーシア社会は性表現に対して保守的であり、ガイドラインは裸の人体（一部を黒塗りやモザイクで隠した場合も含む）や、煽情的なポーズ、体の線が露わになる服装やＴバック下着、男女間のキスや性交を絵にすることを禁じている。日本漫画の翻訳出版では、オリジナル版で下着や全裸だった部分が描き変えられることが多い。不倫や同性愛を描くこともできない。そのため、男性間の恋愛を題材とするボーイズラブ・ジャンルの様式が、男性とボーイッシュな女性との間の恋愛に仮託されて語られる作品もある。
コミックは主に児童向けのメディアと考えられているため、出版社は政府のガイドラインを超えた部分についても自主規制を行っている。日本漫画にならったセクシーな服装などは国教のイスラム教の価値観に反するとして読者から反発を受けることがあり、出版社によっては自己検閲の対象としている。イスラム教が禁じているタバコや酒の描写も、ガイドラインで禁じられていないにもかかわらず自主規制されることがある。
2010年代以降には、これらの規制によって創作の自由が制限されることを嫌って商業出版よりも自己出版を選ぶ作家もいる。アマチュア作家が自作をファン・コンベンションで販売する場合は、イベントごとのガイドライン以外に法的な規制が課せられることはない。マレーシア最大のコミックコンベンションである Comic Fiesta には毎回100人単位の同人作家が参加している。

## 作品の特徴

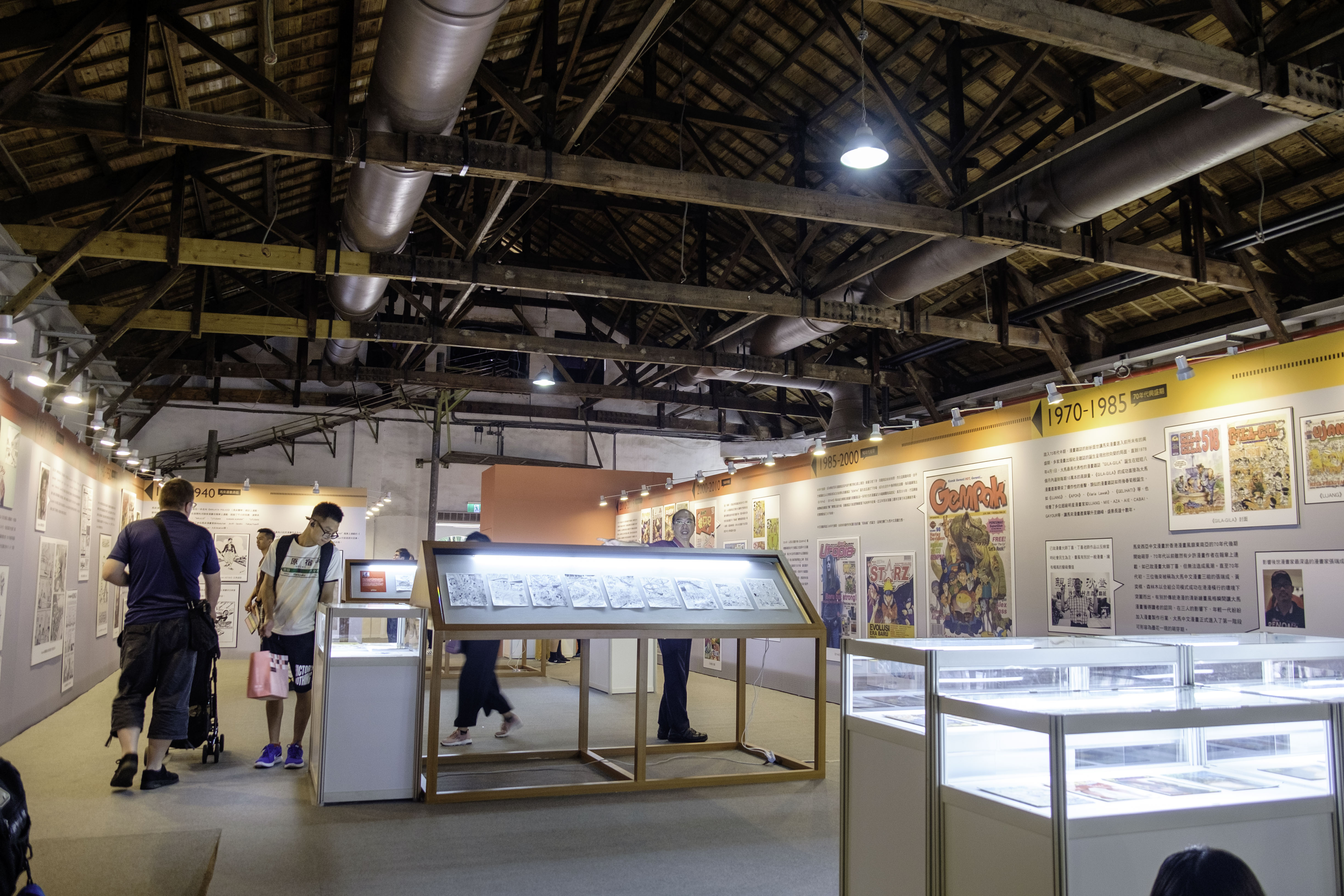
第3回台湾漫画フェスティバル（2019年10月、台北）におけるマレーシア館の展示。マレーシア漫画史が解説されている。

### 初期の社説漫画
1930年代のマレー語漫画は読者のリテラシーを問わないストレートな内容で、マレー人のアイデンティティ形成や政治的・経済的地位向上を訴えるための社会批判やプロパガンダとしての性格があった。形式上は伝統文学から影響を受けており、韻文のパントゥンやことわざを取り入れた長いキャプションが特徴的だった。古典的な笑話や動物寓話の要素が風刺ユーモアに利用されていた。ウトゥサン・ザマン紙の Wak Ketok は影絵芝居のワヤン・クリと比較されることがある。

### マレー語漫画
マレー語漫画の登場人物は戯画化された表情やポーズによる視覚的ギャグが特徴で、主人公の恋の相手となるキャラクターだけは無表情な美女として描かれた。各キャラクターがどの民族集団に属するかは読者にとって重要であるため、コード化された外見的特徴によって明確に表現された。ラット作品ではマレー系の低い鼻・中国系の小さい目・インド系のビンディーなどによって描き分けがされていた。ヒジャブやサリーのような衣装も民族性の記号となった。舞台設定にも地域性が反映されることが多く、カンポン（村落）は伝統的価値観の源泉としてシンボリックな役割を負った。
内容的には「loose（→ゆるい）」と呼ばれる短い気軽なユーモア作品が主体だった。マレーの文化ではユーモアが重要な地位を占めており、伝統演劇や文芸から笑いが取り入れられていた。中には作品にシリアスなテーマを込める作家もおり、ラットやウジャンに代表される伝統文化へのノスタルジアは一般的なテーマだった。

#### ユーモア誌
『ギラギラ』(1978) に端を発するユーモア誌は A4サイズ70~80ページの出版物で、性別や民族による違い、職場、マレー文化、歴史などをテーマにしたセクションから構成され、多くの漫画家が１ページずつ描いていた。読者は男女を問わず、社会階層のすべてにわたって愛読者がいた。政府高官や王族、企業家や大学教員の間でもよく読まれていた。言語は公用語のマレー語がほとんどで、描き手もマレー人が多かった。
ユーモア誌が持つ批判精神は一般のマレー社会にあまり見られないものだった。『ギラギラ』が登場する1970年代以前には漫画で自由な社会批判は行われておらず、政府高官の描写や、センシティブな題材（マレー人の法的優位など）は避けられていた。ユーモア誌はマレーシアの出版物としては例外的に検閲を免れており、直接的に社会風刺を行った。1987年10月には政府による言論人の弾圧（オペラシ・ララン）が起きてメディア統制が強まったが、その後もユーモア誌では表現こそ慎重になったものの風刺が行われ続け、政府からもときおりの警告以上の検閲は受けなかった。そのように風刺漫画で表現の自由がある程度認められていた理由としては、
- マレー人が政治的に優位な地位を占めていたから
- 漫画が権威への不満を解放する役割をマレー伝統芸能から受け継いだから
- 漫画は幼稚なメディアだと考えられていたため、政府から政治的脅威と見なされなかった

のような説がある。

### 中国語漫画
中国語の漫画出版は1970年代に始まり、1980年代に最盛期を迎えた。判型が小さいカラー印刷のコミックブックが出版されていた。形式は4コマやショートギャグが主体だった。中華文化圏の一般的な作品と異なり、伝統家屋や遊び、食品のようなマレーシア文化の要素が取り入れられることが多い。またマレー語・中国語といった複数の言語が混じるマレーシア特有の言語文化も反映されている。絵柄の面では際立った特徴はないという評価もある。
1990年代に日本漫画の影響力が強くなると中国語漫画の勢いは衰えた。その後現在に至るまで、主流のジャンルは中国語教育を受ける小学生を対象にした教育的な内容の児童漫画である。ゲンパック社の学習漫画シリーズ「どっちが強い!?」は日本で翻訳出版されて累計190万部を超えるヒットとなった。

### マレーシア・マンガ
「マンガ (manga)」という語は日本の漫画や、その影響を受けたスタイルの現地作品を指して使われている。主要な漫画出版社であるゲンパックとKomik-Mはマンガの作風が主体になっている。商業出版以外にもネットやイベントで発表される同人作品があり、二次創作も行われている。
マレーシア・マンガの女性キャラクターは大きな目、小さな鼻と口のような日本漫画の画風で描かれ、民族性は主に衣装で表現される。効果線や漫符、感情を表す背景効果なども日本漫画から取り入れられている。作画はカラーが主流である。すっきりした描線はマンガ世代に特徴的だが、近年はほとんどCLIP STUDIOのようなデジタル制作ソフトを用いて描かれている。ジャンルはファンタジー要素を加えた日常ものが多い。

#### マンガと文化的アイデンティティ
マンガの人気はマレーシア漫画全体の市場を広げた一方で、作家やファンの間で文化的アイデンティティを巡る論争を引き起こすことになった。グローバル社会におけるローカル・アイデンティティの構築は、マレー語漫画が登場した1930年代から21世紀に至るまで漫画家にとって重要な問題であり続けてきた。フィリピンやインドネシアのような近隣諸国と同様に、マレーシアでもマンガが「国産漫画の豊かな文化を堕落させる」という見方が存在する。
岩渕功一は1998年に、日本の漫画やアニメは特定の国や人種に限定されるような文脈が排除されており「文化的に無臭」だと主張した。顔暁暉は2011年にこれを受けて、マレーシアのマンガ作家は従来の地理的・国家的制約によってアイデンティティが縛り付けられておらず、日本のスタイルを流用して民族間の緊張関係が希薄な想像上のマレーシアを描く傾向があると書いた。顔はその代表としてマレー語誌で活躍する中国系作家のカオルを挙げ、マンガが[民族間の] 中立的なコミュニケーションと融合のプラットフォームとして機能する可能性を指摘した。
レイチェル・チャンは2018年に顔暁暉をさらに受けて、日本漫画の表現技法によってマレーシアの社会的現実を描く「第二波」マンガが登場したと書いた。チャンはマレーシア・マンガの独自性の一つとしてキャラクターの民族性が明確にされることを挙げている。イマン・ジュニッドと大和えり子も、トランスナショナルな文化に触れてきた世代のマレーシア漫画家が国家的・民族的・宗教的なアイデンティティの描写を深めていると報告している。
出版社ごとの性格の違いもあり、マレー系を対象読者としているKomik-Mがイスラム性やローカルな要素を強く出しているのに対し、ゲンパックは国外での作品展開を視野に入れて民族性の描写を抑えている。

## アーカイブ

マレーシア・カートゥーン&コミック・ハウス。

マレーシアでは漫画は学術的に注目されておらず、研究所や図書館でも系統的な資料収集は行われていない。初期のマレー語コミックブックについては、1952年から1966年までの間に出版された270誌のコレクションが大英図書館に所蔵されている。植民地時代に公的な納本制度を通じて収集されたもので、マレーシア国立図書館にもマイクロフィルム版が譲渡されている。それらの研究はあまり進んでいない。
2017年にクアラルンプールでPeKomikが設立したマレーシア・カートゥーン&コミック・ハウスは、開館時点で1930年代から1990年代までの作品5000点以上を所蔵している。